# 凱樂·利
凱樂·利·威斯特（英語：Chyler Leigh West，發音為/ˈkaɪlər/KY-lər；原姓帕茲（Potts）；1982年4月10日—）藝名凱樂·利，是美國女演員、歌手、模特兒。她以演出喜劇電影《非常男女》（2001）中的、美國廣播公司醫療劇《實習醫生》（2007－2012）的萊克西·格蕾、DC漫畫超級英雄劇《女超人》（2015年至今）的艾莉絲·丹佛斯而知名。

## 早年生活
利出生於北卡羅來納州夏洛特市，是伊馮·諾頓（Yvonne Norton）和羅伯特·帕茲（Robert Potts）的女兒。利在維吉尼亞州弗吉尼亞海灘長大，父母在當地經營減肥公司。利八歲的時候公司破產，父母離異後利與母親及哥哥克里斯多福·克依曼·李（曾演出電視劇）一起搬到邁阿密，該地也是母親與第一任丈夫再一次結婚的地方。由於父母離婚之故，利曾與父親疏遠多年，不過現已重修舊好 。
利在八年級時開始做模特兒。不久之後，利開始在當地電視廣告及聯賣青少年新聞節目露面。1999年，利和母親搬到洛杉磯，以便利追求演藝事業。利在十六歲時通過了加州高中學力測驗 。

### 藥物成癮和恢復
利在十六歲參加WB電視台不成功的電視劇的試播集試鏡時遇到同樣來試鏡的內森·威斯特，後者當時二十歲，之後成為她的丈夫。利在兩人開始交往後搬離家中與威斯特同居。由於她和威斯特彼此都曾經歷陷入困境的家庭生活與艱困的成長環境，利形容他們兩人是「破碎的」。而這也導致了他們對包括古柯鹼在內的藥物濫用，後來更惡化成上癮。改變的契機始於2001年時《非常男女》的導演告訴她看起來瘦得十分不健康，當時利深受藥物上癮之苦且吃得很少。也是在那個時候，她和威斯特應朋友的邀請上基督教堂做禮拜，亦幫助了他們擺脫藥物成癮。2002年，徹底戒除藥癮之後的兩人在親密家人和朋友的祝福下於威斯特的家鄉阿拉斯加結婚。

## 演藝生涯

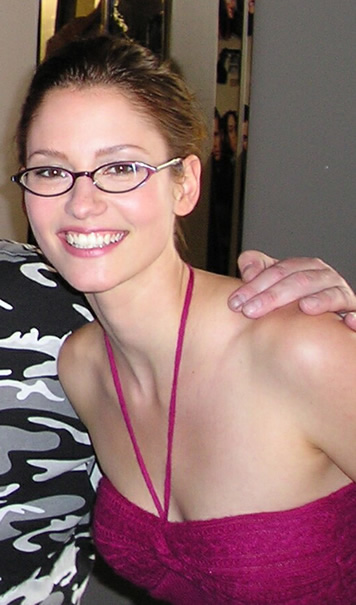
利於2006年

利很早就開始演戲，十五歲時即完成電影處女秀（1997）。後來她開始在當地電視節目主持與做模特兒；2001年，利演出獲得票房佳績的電影《非常男女》中的一角。她也出現在瑪麗蓮·曼森的音樂錄影帶，這首歌同時也在電影中出現。她被《美信》雜誌評為百大火辣美女中的第65名。2002年，利演出兩部短命電視劇：在飾演律師，以及在飾演一名龐克搖滾歌手。後來她成為美國廣播公司法律劇《律師本色》的常設角色，但是在季終時因為預算縮減的關係被割捨。之後，她在2005年9月時加入的演出陣容。
在美國廣播公司的醫療劇《實習醫生》裡利以被德瑞克·薛波在喬的酒吧裡注意到的女人作為首次亮相，該情節出現在第三季的最後兩集。後來她的角色被揭露是萊克西·格蕾，與劇集節目同名角色的同父異母之妹。利在第四季成為常設角色，直到五年後的第八季最後一集後利決定離開該節目以花更多時間陪伴家人。
利也與丈夫內森·威斯特以之名一起製作音樂。他們有數首原創及翻唱作品。2015年時，他們為十三週年紀念日寫了。2017年情人節，他們發行了。利曾數次參與丈夫的巡演。
2017年6月18日，利參與客串的單曲發行，該曲由演唱，、亦有客串。該曲在法國取得最高第99名的位置。
2015年10月，利演出CBS／CW的DC漫畫電視劇《女超人》的主角愛莉·丹佛斯，該角是劇集節目同名角色寄養家庭的姊姊，亦是一名科學家及超自然行動局的探員。

## 個人生活
2002年7月20日，利與同為演員的內森·威斯特在阿拉斯加結婚。兩人一起演出2000年的電視劇《第七天堂》，飾演（潔西卡·貝兒）的問題朋友和。利和威斯特育有一子兩女：（2003年12月出生）、（2006年9月出生）、（2009年5月出生）。
利曾透露她與丈夫約定猜中小孩性別的人能夠為小孩命名。她猜中第一個孩子是兒子並為他取首名，內森則取中間名。第二個孩子及第三個孩子則由內森猜中是女兒並為她們命名。
利是一名基督教徒，她稱她的信仰及一個「很棒的教堂」給了她和丈夫「存在的理由」。
她也是美國非營利組織的支持者，該組織致力改善世界上的飲水安全問題。
利和家人居住在洛杉磯。

## 影視作品
| 年份         | 片名               | 角色          | 備註                                         |
| ------------ | ------------------ | ------------- | -------------------------------------------- |
| 1996         | 《》               | 她自己        | 共同主持                                     |
| 1997         | 《》               | 不適用        | 廣播劇                                       |
| 1997         | 《》               |               | 電影                                         |
| 1999         | 《》               |               | 未售出的試播集（WB電視台）                   |
| 1999         | 《》               |               | 主要角色                                     |
| 2000         | 《》               | 不適用        | 出演集數：《》                               |
| 2000         | 《第七天堂》       |               | 出演3集                                      |
| 2000         | 《》               |               | 未售出的試播集（ABC電視台）                  |
| 2001         | 《非常男女》       |               | 電影                                         |
| 2002         | 《》               |               | 主要角色                                     |
| 2002         | 《》               |               | 主要角色                                     |
| 2003         | 《律師本色》       |               | 第七季主要角色                               |
| 2004         | 《》               |               | 出演集數：《》                               |
| 2005         | 《》               |               | 未售出的試播集（WB電視台）                   |
| 2005－2006   | 《》               |               | 主要角色                                     |
| 2007－2012   | 《實習醫生》       | 萊克西·格蕾   | 客串（第三季）；主要角色（第四至第八季）     |
| 2010         | 《第十九個妻子》   |               | 電視電影                                     |
| 2012         | 《醫診情緣》       | 萊克西·格蕾   | 出演集數：《》                               |
| 2012         | 《》               |               | 電影                                         |
| 2013         | 《》               |               | 電視電影                                     |
| 2014         | 《布魯克林計程車》 |               | 主要角色，12集                               |
| 2015年－2021 | 《女超人》         | 愛莉·丹佛斯   | 主要角色                                     |
| 2017         | 《綠箭俠》         | 愛莉·丹佛斯   | 出演集數：《》                               |
| 2017         | 《閃電俠》         | 愛莉·丹佛斯   | 出演集數：《》                               |
| 2017,2020    | 《明日傳奇》       | 艾莉絲·丹佛斯 | 出演集數：《》、《無限地球危機 (綠箭宇宙)》' |

### 音樂錄影帶
| 年份 | 名稱 | 歌手        | 註     |
| ---- | ---- | ----------- | ------ |
| 2001 | 〈〉 | 瑪麗蓮·曼森 | [ 21 ] |

## 原聲帶
| 年份 | 歌曲         | 備註                                                        |
| ---- | ------------ | ----------------------------------------------------------- |
| 2008 | 〈宛如處女〉 | - 醫療劇《實習醫生》 -                                      |
| 2011 | 〈〉         | - 醫療劇《實習醫生》 - 第七季第18集 - 《》 - 原聲帶專輯《》 |
| 2011 | 〈〉         | - 醫療劇《實習醫生》 - 第七季第18集 - 《》 - 原聲帶專輯《》 |
| 2011 | 〈〉         | - 醫療劇《實習醫生》 - 第七季第18集 - 《》 - 原聲帶專輯《》 |
| 2011 | 〈〉         | - 醫療劇《實習醫生》 - 第七季第18集 - 《》 - 原聲帶專輯《》 |
| 2011 | 〈〉         | - 醫療劇《實習醫生》 - 第七季第18集 - 《》 - 原聲帶專輯《》 |

## 音樂
| 年份 | 歌曲 | 備註                |
| ---- | ---- | ------------------- |
| 2015 | 〈〉 | 與內森·威斯特（）   |
| 2017 | 〈〉 | 與內森·威斯特（）   |
| 2017 | 〈〉 | （凱樂·利、、客串） |

## 製片
| 年份 | 片名 | 備註     | 參考來源 |
| ---- | ---- | -------- | -------- |
| 2012 | 《》 | 共同製作 | [ 22 ]   |

## 獎項及提名
| 年份 | 獎項           | 類別                                             | 作品                            | 結果 | 參考來源 |
| ---- | -------------- | ------------------------------------------------ | ------------------------------- | ---- | -------- |
| 2000 | 青年藝術家獎   | Best Performance in a TV Series - Young Ensemble | 《》 （與其他演員共享）         | 提名 | [ 23 ]   |
| 2002 | 好萊塢青年獎   | Exciting New Face-Female                         | 她自己                          | 獲獎 | [ 2 ]    |
| 2008 | 美國演員工會獎 | 最佳戲劇影集整體演出                             | 《實習醫生》 （與其他演員共享） | 提名 | [ 24 ]   |

## 外部連結
- 官方网站
- 凱樂·利在互联网电影资料库（IMDb）上的資料（英文）